# Martinsburg (Ohio)
Martinsburg – wieś w Stanach Zjednoczonych, w stanie Ohio, w hrabstwie Knox.